# Гарсиа, Нина
Ни́на Гарси́а де Кастелла́нос (исп. Nina García de Castellanos; 3 мая 1965, Барранкилья, Колумбия) — колумбийская журналистка, писательница и редактор.

## Биография
Родилась Гарсиа в Барранкиллье, Колумбия, в семье богатого торговца. В 1983 году девушка окончила школу в Уэллесли, Массачусетс; высшее образование, степень бакалавра, она получила в Бостонском Университете. Позже Нина поступила в Высшую Модную Школу в Париже, а в 1992 году получила ещё одну степень бакалавра в Институте Моды и Технологии.

## Карьера
Работать в модной индустрии Гарсиа начала в 1980-х годах; первое время она трудилась в пиар-отделе компании Перри Эллиса, на которого в то время работал Марк Джейкобс. В дальнейшем Нина уволилась из компании Эллиса и перешла на пост помощника рыночного редактора и стилиста в журнал «Elle». B 2000 году её назначили редактором по вопросам моды. В апреле 2008 года Нина покинула и эту позицию, перейдя на должность колумниста; проработала она в этом качестве до конца августа. Со 2 сентября 2008 года журналистка занимает пост модного редактора «Marie Claire». Нина регулярно обозревает новые дизайнерские выставки в Нью-Йорке, Милане и Париже. Гарсиа по праву считается одной из наиболее авторитетных персон современного модного мира.

### В составе жюри
В мае 2007 года Нина вошла в состав жюри проходившего в Мехико конкурса «Мисс Вселенная».
В 2004 году вошла в состав жюри реалити-шоу «Проект Подиум».

### Книги
5 сентября 2007 года Нина Гарсиа представила свою первую книгу, посвященную стилю и моде «Маленькая чёрная книга о стиле». В своей книге Нина не диктовала читателям, что и как им носить, однако серьёзно помогала ориентироваться в мире моды и замечать оригинальные детали даже в самых простых вещах. Иллюстрацией книги занимался довольно известный в кругах модной элиты Рубен Толедо. «Маленькая чёрная книга о стиле» получила хорошие отзывы и была названа одной из лучших книг моды.
26 августа 2008 года Гарсиа презентует вторую книгу «100 вещей идеального гардероба».
В сентябре 2009 года Нина представила третью книгу под названием «Стратегия стиля».

## Личная жизнь
Нина замужем за Дэвидом Конродом. У супругов есть два сына — Лукас Александр Конрод (род. 24.03.2007) и Александр Дэвид Конрод (род. в ноябре 2010).
В 2015 году Гарсия узнала, что у неё мутация гена BRCA1 и она подвержена большой вероятности развития рака молочной железы. Следующие три года она проводила регулярные маммограммы и проверки груди, и в январе 2019 года она и её врачи решили, что ей следует сделать профилактическую двойную мастэктомию.